# زنده‌جان (ایران)
زنده‌جان به گویش کاشمری: زِندِجو نام روستایی تاریخی از توابع بخش مرکزی شهرستان کاشمر در استان خراسان رضوی است. این روستا در دهستان پایین ولایت قرار دارد و برپایهٔ سرشماری سال ۱۳۹۵ جمعیت آن ۱٬۷۸۶ نفر (۵۶۰ خانوار) بوده است. سوغات این روستا انگور و فرآورده‌های آن (آبغوره، شیره انگور، کشمش و مویز) و صنایع دستی از جمله فرش دست‌باف می‌باشد. از جاذبه‌های گردشگری زنده‌جان می‌توان به قلعه کهنه اشاره نمود.